# استودیو گروه کولت
استودیو گروه کولت (به انگلیسی: COLT Studio Group) یک شرکت پورنوگرافی آمریکائی است. کلت از سال ۱۹۶۷ پورنوگرافی همجنسگرایانه تولید کرده‌است. کلت کار خود راد در شهر نیویورک آغاز کرد، برای بیست و پنج سال به لس آنجلس منتقل شد، و در حال حاضر در سان فرانسیسکو کالیفرنیا مستقر است.
در سال ۲۰۰۷ استودیو گروه کولت جشن چهلمین سالگرد خود را برگزار کرد. شهردار سان فرانسیسکو گاوین نیوسام در ۲۳ فوریه ۲۰۰۷ در جشن این سالرد، اعلامیه‌ای را تحت عنوان «روز استودیوی کولت» امضا کرد. این بیانیه بحث‌برانگیز بود و انتقاد منتقدان محافظه کاری چون بیل اورایلی از فاکس نیوز را در پی داشت.

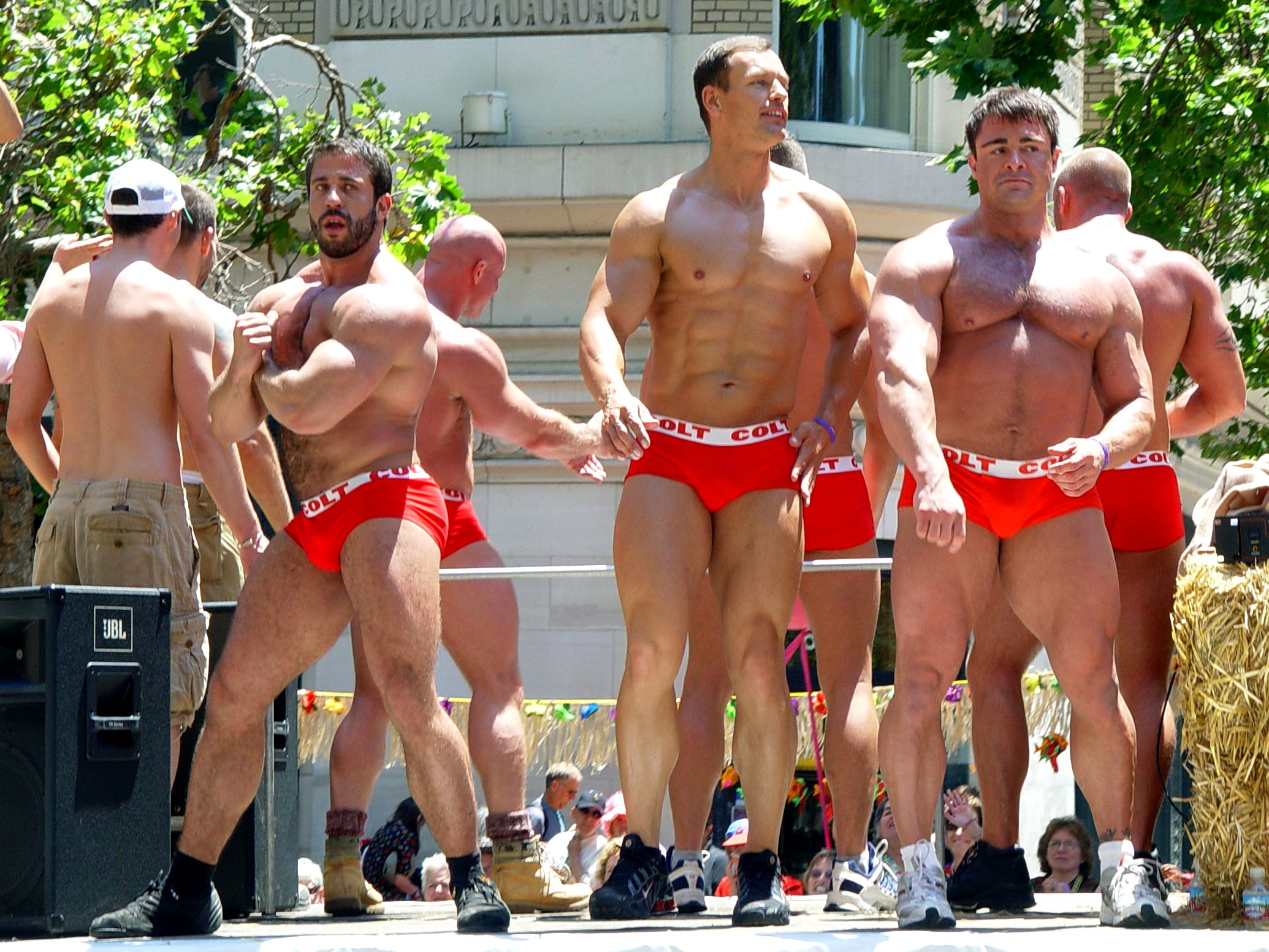
مردان کولت در رژه همجنسگرایان سانفرانسیسکو در سال ۲۰۰۶.

به دلیل مشکلات مالی، راترفورد و سِتِل نتوانستند به جیم فرنچ و دگر طلبکاران، بابت بدهی چشمگیر، پولی بازپرداخت کنند؛ لذا آنها با انتظار بازگرداندن شرکت، اعلام ورشکستگی نمودند. فرنچ از آن‌ها شکایت کرد و آن‌ها نیز متقابلاً شکایت کردند. در سال ۲۰۱۱ یک قاضی ورشکستگی را تأیید نمود و پرونده‌های حقوقی لغو شدند. 